# 無間道III：終極無間
《無間道III終極無間》（英語：Infernal Affairs III）是一部於2003年上映的香港電影，由劉偉強和麥兆輝擔任執導，黃偉輝任動作設計，以及由梁朝偉、劉德華、黎明、曾志偉、黃秋生、陳慧琳、陳道明、林家棟等擔任主演；此電影為《無間道系列》中的第三部，亦為《無間道》的後續。
2022年12月電影上映20周年之际，工作人员使用4K數位修復和杜比全景聲環迴技術，把原版電影拷貝的聲畫質素大幅躍升，定於首部曲開畫的同一天，即12月12日讓《無間道》、《無間道II》、《無間道III終極無間》重新公映。

## 劇情簡介
- 2002年：這是最好的時代

臥底警察陳永仁（梁朝偉飾）在黑社會老大韓琛（曾志偉飾）麾下潛伏兩年，終於獲派與神秘的內地商人沈澄（陳道明飾）商討運毒交易，陳永仁卻不知已踏進韓琛佈下的陷阱。與沈澄弟弟於餐廳會面不久，韓琛突然打電話要求陳永仁攻擊他。照做之際楊錦榮率隊將所有人帶回警局，最後在黃志誠（黃秋生飾）協調始未鬧大。沈澄自警局返回後派人在韓琛面前挾持陳永仁，傻強和陳永仁被酒瓶砸頭後解決。為了掩護陳永仁的臥底身份，黃與律政司交涉讓陳會見心理醫生李心兒（陳慧琳飾）進行心理輔導，結果李醫生逐漸成為了陳永仁的精神支柱，兩人更產生微妙關係。在圖書館內，陳無意間發現韓琛與楊錦榮互相交換情報，並在李醫師的掩護下躲避耳目。韓琛命令陳永仁進行一樁黑吃黑的走私交易，並企圖對沈澄痛下殺手。楊阻撓黃圍捕走私，並迫使重案組接受調查。陳永仁為了完成臥底任務，在不知被陷害的情形下，遭到沈的黨羽追殺，最後與沈狹路相逢並開火，導致其右腿中彈；沈藉此發現陳並未如黑道般心狠手辣，揭發他的臥底身分。楊錦榮趕到，三人發現彼此都是警察，結為朋友。 
- 2003年：這是最壞的時代

陳永仁殉職後十個月，黑社會派入警方的臥底、內務部高級督察劉健明（劉德華飾）職權被架空，只負責瑣碎的庶務工作。眼看保安部的青年警司楊錦榮（黎明飾）成為警隊內的新星，劉健明彷彿看見以前的自己。但更相似的是楊錦榮竟可能同是黑幫派入警隊的臥底。劉健明多番追查，卻總被一個神秘的瘸子阻撓，原來他竟是韓琛舊日的生意夥伴沈澄。
在心理醫生李心兒（陳慧琳飾）對劉健明進行心理輔導後，劉健明一直被心魔纏擾，想做好人，慢慢地認為自己是陳永仁，而一心想抓住劉健明（自己）。
劉健明產生錯亂，認為楊是黑道臥底，故在其辦公室和汽車底裝監視器，但被老謀深算的楊識破。劉偷了李醫師的電腦查看病歷，幻想自己是陳永仁，也對李醫師吐出真相。他的精神錯亂造成其不能與他人相處，開車載李醫師時因失神，撞車入院。劉在醫院中幻想自己是陳永仁，朝不存在的「劉建明」開火，被李心兒目睹。
某日，保安部招待一位公安，劉藉機於飲水機中下安眠藥，取得楊保險櫃中的錄音帶，並率領內務部欲將其逮捕。但當沈澄來到，劉播放的錄音帶其實是他與韓琛的通話，將自己惡行敗露人前。劉精神失常掏槍亂舞，最後朝楊射擊並使其爆頭死亡，沈立時槍擊劉，劉倒地後舉槍圖自盡。
片尾，劉健明被救活但已成殘廢需要坐輛椅，腦中仍以為自己還是陳永仁，所以手指不斷敲打著摩斯電碼，墜入真正的無間地獄。

## 人物角色
| 角色名稱 | 演員                    | 備註 |
| 陳永仁   | 梁朝偉 （青年：余文樂） | 阿仁、仁哥、老陳、陳先生 生於：1966年10月25日 死於：2002年11月27日 韓琛的手下，實為黃志誠派往滲入韓琛黑道集團的臥底 李心兒的男友 徐偉強好友 最後被林國平射中眉心而殉職，並葬於黃志誠的墓旁                                                                                 |
| 劉健明   | 劉德華 （青年：陳冠希） | 劉Sir、阿劉、劉仔 生於：1971年 內務部高級督察／韓琛內應 槍殺韓琛及林國平 最後被楊錦榮揭發真正身份後受刺激而槍殺楊錦榮，繼而被沈澄槍傷，其後自轟下顎，送院後情況危殆，原因是子彈打穿上顎留在腦部，醫生表示就算成功獲救，腦部也會嚴重受損，導致癱瘓                          |
| 楊錦榮   | 黎明 （青年：李雨陽）   | 楊Sir、楊警官 生於：1968年 死於：2003年11月27日 保安部警司、為人不择手段 警校時期視陳永仁為競爭對手，後知道其臥底身分 經常與韓琛交換情報 和沈澄聯手對付劉健明 在疑犯引渡會議中，劉健明帶隊拘捕自己的時候，揭發劉健明的真正身份後被其用槍射中眉心而殉職，並葬於陳永仁的墓旁 |
| 沈澄     | 陳道明                  | 沈大哥、沈先生、影子 沈亮之兄 真正身份為大陸公安臥底 化名沈澄接近韓琛 與韓琛在進行一次軍火交易中被陳永仁打中了右腿，成為了瘸子 和楊錦榮對付劉健明 最後槍傷劉健明 |
| 李心兒   | 陳慧琳                  | 李醫生 生於：1976年 心理醫生 陳永仁的好友 |
| 黃志誠   | 黃秋生                  | 黃Sir、老細 生於：1956年3月22日 死於：2002年11月23日 被韓琛手下毆打強逼其供出臥底身份，其後扔下樓傷重身亡，並葬於浩園 |
| 韓琛     | 曾志偉                  | 琛哥、韓先生、韓大哥 生於：1957年7月21日 死於：2002年11月26日 黑幫龍頭 最後被劉健明在停車場槍殺身亡 |
| 徐偉強   | 杜汶澤                  | 傻強 韓琛手下 陳永仁好友 於2002年在上環區槍擊案被警察槍殺身亡 |
| 張鋌     | 吳廷燁                  | 張Sir 高級督察 |
| 林國平   | 林家棟                  | 大B 韓琛內應 槍殺陳永仁 于2002年被劉健明在電梯內槍殺身亡 |
| Mary     | 劉嘉玲 （客串）         | 于1995年被刘健明通风报信令倪雄派人于启德机场开车撞死 |
| Mary     | 鄭秀文 （客串）         | 刘健明之妻 |
| 陳俊     | 李子雄                  | 陳Sir 保安部警長／韓琛內應 被楊錦榮揭發其真正身份，最後在前上司楊錦榮面前自殺身亡 |
| 沈亮     | 黃志忠                  | 亮哥 沈澄之弟 |
|          | 尹志強                  | 梁Sir 內務部總警司 黃志誠和劉健明的上司 |
|          | 尹揚明                  | 夜總會經理 |
|          | 高皓正                  | Damon 保安組警員 |
|          | 梁皓楷                  | 韓琛手下 |
|          | 李天翔                  | 重案組警員 |
|          | 袁偉豪                  | 重案組警員 |

## 電影歌曲
| 曲別   | 歌名         | 作曲                   | 作詞   | 編曲   | 演唱   |
| ------ | ------------ | ---------------------- | ------ | ------ | ------ |
| 主題曲 | 《自作自受》 | 劉德華、陳德建、溫昊翁 | 劉德華 | 褚鎮東 | 李克勤 |
| 主題曲 | 《自作自受》 | 劉德華、陳德建、溫昊翁 | 劉德華 | 褚鎮東 | 劉德華 |

## 獎項
| 年份   | 頒獎典禮                       | 獎項               | 名單              | 結果 |
| ------ | ------------------------------ | ------------------ | ----------------- | ---- |
| 2004年 | 香港電影評論學會大獎（第10屆） | 最佳電影           | 無間道III終極無間 | 提名 |
| 2004年 | 香港電影評論學會大獎（第10屆） | 最佳導演           | 劉偉強、麥兆輝    | 提名 |
| 2004年 | 香港電影評論學會大獎（第10屆） | 最佳編劇           | 麥兆輝、莊文強    | 提名 |
| 2004年 | 香港電影評論學會大獎（第10屆） | 推薦電影           | 無間道III終極無間 | 獲獎 |
| 2004年 | 第23屆香港電影金像獎           | 最佳電影           | 無間道III終極無間 | 提名 |
| 2004年 | 第23屆香港電影金像獎           | 最佳編劇           | 麥兆輝、莊文強    | 提名 |
| 2004年 | 第23屆香港電影金像獎           | 最佳攝影           | 劉偉強、伍文拯    | 提名 |
| 2004年 | 第23屆香港電影金像獎           | 最佳剪接           | 彭發、彭正熙      | 提名 |
| 2004年 | 第23屆香港電影金像獎           | 最佳原創電影音樂   | 陳光榮            | 提名 |
| 2004年 | 第23屆香港電影金像獎           | 最佳音響效果       | 曾景祥            | 提名 |
| 2004年 | 第23屆香港電影金像獎           | 最佳視覺效果       | 黃宏顯、黃宏達    | 提名 |
| 2004年 | 香港電影金紫荊獎（第9屆）      | 最佳影片           | 無間道III終極無間 | 提名 |
| 2004年 | 香港電影金紫荊獎（第9屆）      | 最佳導演           | 劉偉強、麥兆輝    | 提名 |
| 2004年 | 香港電影金紫荊獎（第9屆）      | 最佳男主角         | 劉德華            | 提名 |
| 2004年 | 香港電影金紫荊獎（第9屆）      | 十大華語片         | 無間道III終極無間 | 獲獎 |
| 2004年 | 华语电影传媒大奖（第4屆）      | 傳媒評審團獎       | 無間道III終極無間 | 提名 |
| 2004年 | 华语电影传媒大奖（第4屆）      | 港台最受歡迎影片   | 無間道III終極無間 | 獲獎 |
| 2004年 | 华语电影传媒大奖（第4屆）      | 港台最受歡迎男演員 | 劉德華            | 銀獎 |
| 2004年 | 第41屆金馬獎                   | 最佳男主角         | 劉德華            | 獲獎 |

## 播放時間
| 香港 翡翠台 星期六2:10-4:35節目 | 香港 翡翠台 星期六2:10-4:35節目                      | 香港 翡翠台 星期六2:10-4:35節目 |
| ------------------------------- | ---------------------------------------------------- | ------------------------------- |
|                                 | （週六深宵影院）無間道III：終極無間 （2019年6月1日） |                                 |
| 東張西望 (2019年6月1日)         | 美女廚房 Khob Khun Krup （2019年6月1日）             |                                 |

## 外部連結
- Yahoo奇摩電影上《無間道III：終極無間》的資料（繁體中文）
- 開眼電影網上《無間道III：終極無間》的資料（繁體中文）
- 豆瓣电影上《無間道III：終極無間》的資料 （简体中文）
- 时光网上《無間道III：終極無間》的資料（简体中文）
- AllMovie上《無間道III：終極無間》的资料（英文）
- 爛番茄上《無間道III：終極無間》的資料（英文）
- 香港影庫上《無間道III：終極無間》的資料（繁體中文）
- 互联网电影数据库（IMDb）上《無間道III：終極無間》的资料（英文）